# Българска фондова борса
„Българска фондова борса“ АД е единствената опълномощена и действаща фондова борса в Република България. Понастоящем неин изпълнителен директор е финансистът доц. д-р Маню Моравенов.

## История

### Учредяване
През 1991 г. капиталовият пазар в България възобновява своето съществуване. През ноември същата година се учредява „Първа българска фондова борса“ АД (ПБФБ) с капитал от 10 милиона лева. Дружеството е инициирано от няколко частни банки и дружества. На 17 декември 1991 г. в Смолянския окръжен съд е учредено и дружество „Софийска фондова борса“ ООД (понастоящем „СФБ Капиталов пазар“ АД), в което сред учредителите е Българската стопанска камара. Дружеството е пререгистрирано в София на 31 март 1992 г.
На 8 април 1992 г. СФБ организира и провежда първата борсова сесия в най-новата икономическа история на България. Борсата ползва експертен опит и консултанти от Франкфуртската фондова борса (Deutsche boerse). Първата регистрирана сделка е със 7 броя акции на ТБ „Балканбанк“ АД. ПБФБ стартира отново търговията през май 1992 г. Междувременно е изготвена първата компютърна система за търговия, която автоматично подрежда поръчките по приоритет, цена и време.
В периода 1992 – 1994 г. в България се създават над 16 „фондови борси“, като повечето от тях работят в действителност като посредници. Капиталовият пазар е нерегулиран и функционира без ясни правила.
В средата на 1995 г. е приет Законът за ценните книжа, фондовите борси и инвестиционните дружества и с влизането му в сила започва изграждането на регулирания български капиталов пазар. В съответствие с изискванията на новоприетия закон се създава Комисия по ценните книжа и фондовите борси (КЦКФБ).

#### Обединяване
В края на 1995 г. „Първа българска фондова борса“ увеличава капитала си на 20 милиона лева, приема вливането в нея на „Пловдивска фондова борса“, „Черноморска фондова борса“, Стокова борса „Дунав“ и Фондова борса „Север“, като същевременно променя името си на „Българска фондова борса“.
Комисията по ценните книжа и фондовите борси въвежда изискването всички компании на борсата да имат одобрен проспект. Тъй като нито едно от дружествата, търгувани на борсата, не отговаря на изискването, „Българска фондова борса“ АД преустановява търговията с ценни книжа. По силата на споразумение между правителството, СФБ и БФБ започва процес на интегриране на капиталовия пазар, по силата на който през 1997 г. капиталът на ПБФБ се увеличава от 100 на 199 милиона лева с апортна вноска от страна на държавата – сградата на кино „Ренесанс“ на бул. „Христо Ботев“ 61. През октомври 1997 година ПБФБ получава официално лиценз от Комисията и възстановява официално работата си.
В края на 1998 г. „Софийска фондова борса“ обединява дейността си с „Българска фондова борса“ АД. Обединената фондова борса променя наименованието си на „Българска фондова борса – София“ АД.

#### Търговия с ценни книжа
През октомври 1997 г. „БФБ – София“ АД получава лиценз от КЦКФБ за извършване на дейност като фондова борса. Търговията с ценни книжа се възобновява на 21 октомври 1997 г., като първата борсова сесия е открита тържествено от министър-председателя на Република България. На „Свободен пазар“ се търгуват акциите на над 1000 дружества, включени в първата вълна на масовата приватизация. Със стартирането на борсовата търговия борсата започва издаването на ежедневен Официален бюлетин.
През декември 1999 г. е приет Законът за публично предлагане на ценни книжа (ЗППЦК), който отменя действащия Закон за ценните книжа, фондовите борси и инвестиционните дружества. Новият закон създава условия за ефективна защита на инвеститорите, стабилност на пазара, спазване принципите на равнопоставеност на участниците, както и прозрачност и необратимост на сделките. През годината на „Официален пазар“ са регистрирани за търговия акциите на още 14 компании.

### 2000 – 2011 г.
Присъствената търговия е заменена през октомври 2000 г. с нова система за търговия RTS Plaza (Russian Trading System), която е напълно автоматизирана, а първата ѝ версия е разработена на базата на системата за търговия на NASDAQ. На 20 октомври 2000 г. Борсата започва да изчислява борсовия индекс SOFIX. Той представлява съотношение на сумата от пазарната капитализация на дружествата, включени в него, към текущия ден и сумата от капитализацията им към предходния ден.
През октомври 2001 г. на „БФБ-София“ АД е регистрирана за търговия първата емисия ипотечни облигации – на „Българо-американска кредитна банка“ АД. А през декември същата година „БФБ-София“ АД получава лиценз от ДКЦК да организира „Неофициален пазар“ на ценни книжа, който замества „Свободния пазар“. Целта на този пазар е да постави ясни условия и критерии за търговия и регулиране на всички дружества търгувани на борсата.
През февруари 2003 г. „БФБ-София“ АД стартира система за електронно подаване на поръчки чрез интернет от клиенти на членовете на борсата, наречена COBOS (Client order book online system). През март същата година Държавната комисия по ценни книжа е заменена от новия регулаторен орган Комисия за финансов надзор, който има за цел да регулира и контролира дейността на няколко финансови (небанкови) сектора. Новосъздадената комисия отговаря за защитата на интересите на инвеститорите, регулира емитирането на ценни книжа и търговията с тях, както и дейността на инвестиционните дружества, включително пенсионни фондове и застрахователни компании.

#### Индекси
През юли 2004 г. на „БФБ-София“ АД се реализира първото в България първично публично предлагане на акции (IPO) от Интернет компанията „Инвестор.БГ“ АД. През януари 2005 г. на „БФБ-София“ се осъществява публичното предлагане на остатъчния пакет от 34,78% от капитала на „Българска телекомуникационна компания“ АД, с което БТК се превръща в най-голямата публична компания в страната. „БФБ-София“ АД започва да изчислява индекса BG40, който включва емисиите акции на 40-те дружества с най-голям брой сделки за последните 6 месеца.
През 2006 г. „БФБ-София“ АД започва изчислението на финансови показатели (коефициенти) на дружествата, търгувани на борсата. През същата година Съветът на директорите на БФБ-София приема Кодекс на корпоративното управление на публичните дружества, регистрирани за търговия на борсата и е подписан меморандум за сътрудничество с Виенската фондова борса.
От началото на 2007 г. „БФБ-София“ АД официално стартира интегрираната система за разкриване на информация ЕКСТРИ, разработена съвместно от „БФБ-София“ АД, Комисията за финансов надзор и „Централен депозитар“ АД. ЕКСТРИ е система за предаване, получаване и разпространяване по електронен път на разкриваната информация от публичните дружества и другите емитенти на ценни книжа. Едновременно с това БФБ-София започва котиране и търговия на облигациите, търгувани на борсата, по „чиста цена“.
През юни 2007 г. „БФБ-София“ АД е приета за пълноправен член на Федерацията на европейските фондови борси (FESE), в която членуват само признатите от Европейската комисия регулирани пазари в ЕС. През септември същата година „БФБ-София“ АД стартира изчислението на 2 нови борсови индекса – BGTR30 (с равно тегло на компаниите, включени в него), и BGREIT (секторен индекс, отразяващ измененията на цените на дружествата със специална инвестиционна цел, инвестиращи в недвижими имоти).

#### Електронна система за търговия
На 30 октомври 2007 г. „Българска фондова борса – София“ АД и „Дойче Бьорзе“ АГ подписват Рамково споразумение за внедряване на електронната система за търговия на „Дойче Бьорзе“ Xetra. Споразумението, със срок от 5 години, предвижда „Дойче Бьорзе“ да организира търговията и да поеме технологичния контрол върху осъществяването ѝ. Търговията с новата електронна система Xetra стартира на 16 юни 2008 г.
През януари 2008 г. стартира нов информационен продукт X3 News. X3 News е специализирана медия, чрез която публичните дружества и другите емитенти на ценни книжа могат да изпълняват законовите си задължения по оповестяване на обществеността на регулирана информация. През април 2008 г. стартира приложението за финансов анализ X3Analyses, разработено и поддържано от Балкан Сървисис ООД.
На 6 януари 2011 г. акциите на „Българска фондова борса – София“ АД започват да се търгуват на борсата, като на свободния пазар по закон се предлагат до 49,9% от акциите на дружеството. Размерът на емисията е 6 582 860 лв. с номинална стойност на акциите от 1 лев. В начало на деня сделките започват при 4,27 лв. за акция, като до края на деня спаднат до средна цена от 2,24 лв. на акция. Така цената компанията се установява на 14,8 млн. лв. в първия ден на БФБ като публично дружество.

#### Приватизация на ЕВН България
През декември 2011 г. „Българска фондова борса – София“ АД успешно приватизира държавния дял от 33% в електроразпределителните дружества „ЕВН България Електроснабдяване“ АД и „ЕВН България Електроснабдяване“ АД.

### 2012 – до днес
През март 2012 г. „Българска фондова борса – София“ АД въвежда нова пазарна сегментация и емисиите финансови инструменти са разпределени между основния пазар BSE и алтернативния пазар BaSE.

#### Приватизация на ЧЕЗ България и Енерго-Про
През октомври 2012 г. „Българска фондова борса – София“ АД успешно приватизира държавния дял от 33% в електроразпределителните дружества „Енерго-Про Продажби“ АД и „Енерго-Про Мрежи“ АД. През ноември 2012 г. успешно е приватизиран и държавния дял от 33% в електроразпределителните дружества „ЧЕЗ Електро България“ АД и „ЧЕЗ Разпределение България“ АД.
През май 2014 г. Фондовите борси на България, Македония и Хърватия сключват грантово споразумение с Европейската банка за възстановяване и развитие (ЕБВР) за разработването на регионална електронна система за търговия с ценни книжа, допуснати до търговия на трите пазара. През април 2016 г. официално започва да функционира системата SeeLink.

#### Търгуване с фондове
През септември 2016 г. започва търговията с дялове от първия борсово търгуван фонд. Фондът Expat Bulgaria SOFIX UCIT ETF е създаден от управляващото дружество „Експат Асет Мениджмънт“ ЕАД. През ноември 2016 г. е приета Стратегия за развитие на българския капиталов пазар.
През февруари 2018 г. „Българска фондова борса – София“ АД придобива 100% от капитала на Българската независима енергийна борса (БНЕБ). През юни 2018 г. променя името, като премахва думата „София“ от названието на институцията.
През август 2018 г. „Българската фондова борса“ АД приветства Градус АД – Стара Загора като публична компания с 81.4 милиона лева капитал.
През декември 2018 г. „Българска фондова борса“ АД получава одобрение от Комисията по финансов надзор за създаването на нов „Пазар за растеж на МСП“, наречен BEAM (Bulgarian Enterprise Accelerator Market). Така малките и средни компании вече могат да набират капитал до 1 милион евро без проспект при по-облекчени условия.
През юни 2019 г. „Българска фондова борса“ АД внедрява най-новото технологично поколение на платформата за борсова търговия на „Дойче Бьорзе“ АГ – T7.
На 21 април 2020 г. „Българска фондова борса“ АД и „Централен депозитар“ АД учредяват „Клиър Екс“ АД (Clear EX) с капитал 100 хиляди лева. Предметът на дейност на „Клиър Екс“ АД е извършване на услуги
като клирингова къща, във връзка със сделки с електрическа енергия, природен газ и стоки, сключени на организиран пазар, както и други дейности разрешени от закона.

## Корпоративните въпроси

### Капитализация
|                                  | 2008         | 2009         | 2010         | 2011         | 2012     | 2013     | 2014     | 2015     | 2016     | 2017      | 2018      | 2019      | 2020      | 2021 |
| -------------------------------- | ------------ | ------------ | ------------ | ------------ | -------- | -------- | -------- | -------- | -------- | --------- | --------- | --------- | --------- | ---- |
| Пазарна капитализация (млн. лв.) | 12 460,67    | 11 795,55    | 10 754,10    | 12 435,86    | 9 828,09 | 9 960,78 | 9 756,25 | 8 587,42 | 9 682,52 | 23 620,97 | 26 765,34 | 27 904,54 | 28 354,51 |      |
| БВП (млн. лв.)                   | Безизменение | Безизменение | Безизменение | Безизменение | 81 544   | 81 971   | 83 612   | 86 373   | 92 635   | 98 631    | 107 925   | 118 669   | 117 899   |      |
| Пазарна капитализация/БВП        | 18,67%       | 17,80%       | 15,22%       | 16,62%       | 16,13%   | 12,54%   | 11,88%   | 9,94%    | 10,45%   | 23,95%    | 24,80     | 23,51 %   | 24,05%    |      |

### Собственост и управление
Към 31 декември 2020 г. акционерният състав на дружеството майка „Българска фондова борса“ АД е:
| # | Име на притежателя                         | Брой акции | %      |
| - | ------------------------------------------ | ---------- | ------ |
| 1 | Министерство на финансите                  | 3 295 000  | 50,05  |
| 2 | Инвестиционни посредници и търговски банки | 1 095 610  | 16,64% |
| 3 | Други юридически лица                      | 1 273 298  | 19,34  |
| 4 | Физически лица                             | 918 952    | 13,96  |
| – | Общо                                       | 6 582 860  | 99,99  |
| 5 | Чуждестранни акционери                     | 210 250    | 3,19   |

Дружеството майка има едностепенна система на управление със Съвет на директорите. Към 31 декември 2020 г. Съветът на директорите е в състав:
- Асен Ягодин (председател)
- Васил Големански (заместник-председател)
- Маню Моравенов изпълнителен директор
- Любомир Бояджиев, член на Съвета на директорите
- Христина Пендичева, член на Съвета на директорите (представител на Министерство на финансите).

Дружеството майка се представлява от Изпълнителния директор – Маню Моравенов.

## Членове на борсата
- WOOD & Company Financial Services, a.s.
- ИП „АБВ Инвестиции“ ЕООД
- ИП „Авал ИН“ АД
- ИП „АВС Финанс“ АД
- ИП „Адамант Кепитъл Партнърс“ АД
- ИП „Балканска консултантска компания-ИП“ ЕАД
- ИП „БенчМарк Финанс“ АД
- ИП „Булброкърс“ ЕАД
- ИП „Варчев Финанс“ ЕООД
- ИП „МК Брокерс“ АД (предх.име Д.И.С.Л. Секюритийс")
- ИП „Де Ново“ ЕАД
- ИП „Ди Ви Инвест“ ЕАД
- ИП „Дилингова Финансова Компания“ АД
- ИП „Евро – Финанс“ АД
- ИП „Елана Трейдинг“ АД
- ИП „Загора Финакорп“ АД
- ИП „Интеркапитал Маркетс“ АД
- ИП „Капман“ АД
- ИП „Карол“ АД
- ИП „Кепитъл Инвест“ ЕАД
- ИП „Кепитъл Маркетс“ АД
- ИП „Първа Финансова Брокерска Къща“ ЕООД
- ИП „Реал Финанс“ АД
- ИП „София Интернешънъл Секюритиз“ АД
- ИП „Фаворит“ АД
- ИП „Фактори“ АД
- ИП „Фоукал Пойнт Инвестмънтс“ АД
- ИП „Ъп Тренд“ ООД
- ИП „ЮГ Маркет“ АД
- ТБ „Алианц Банк България“ АД
- ТБ „Банка ДСК“ ЕАД
- ТБ „Българо-американска кредитна банка“ АД
- ТБ „Българска Банка за развитие“ АД
- ТБ „Инвестбанк“ АД
- ТБ „Интернешънъл Асет Банк“ АД
- ТБ „Обединена Българска Банка“ АД
- ТБ „Общинска Банка“ АД
- ТБ „Първа Инвестиционна Банка“ АД
- ТБ „Райфайзенбанк – България“ ЕАД
- ТБ „Тексим банк“ АД
- ТБ „Ти Би Ай Банк“ ЕАД
- ТБ „Токуда Банк“ АД
- ТБ „Търговска Банка Д“ АД
- ТБ „УниКредит Булбанк“ АД
- ТБ „Централна Кооперативна Банка“ АД
- ТБ „Юробанк България“ АД